# Wahneta
Wahneta – jednostka osadnicza w Stanach Zjednoczonych, w stanie Floryda, w hrabstwie Polk.